# Secretaria de Estado de Justiça e Cidadania do Distrito Federal
A Secretaria de Estado de Justiça e Cidadania é um dos órgãos da administração direta do Governo do Distrito Federal, no Brasil. Tem como funções a promoção do pleno exercício da cidadania e a defesa dos direitos inalienáveis.
É responsável por administrar o Fundo dos Direitos da Criança e do Adolescente (FDCA/DF) e o Fundo Antidrogas do Distrito Federal (FUNPAD).